# شخصی سیاسی است

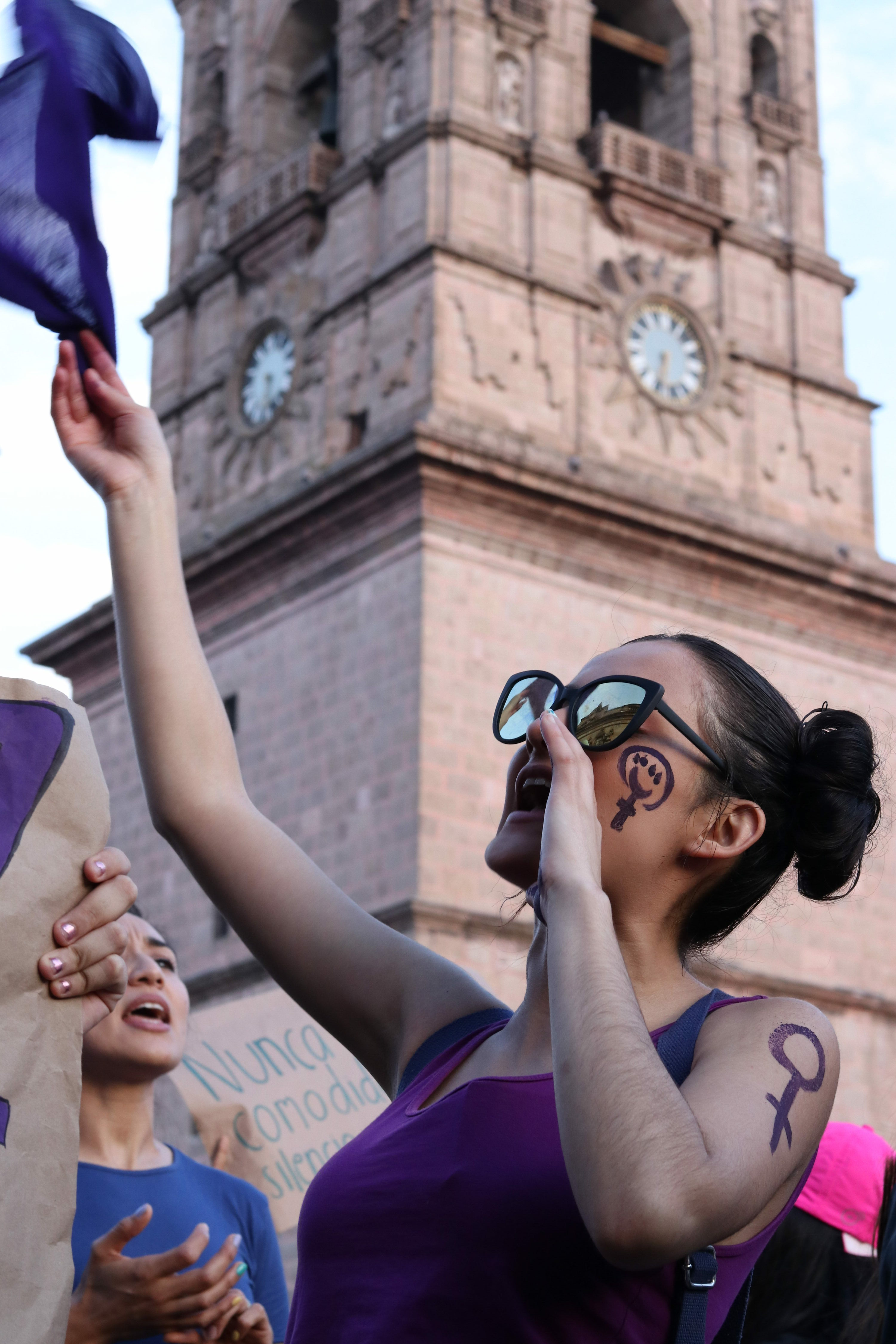
زن فمینیستی در حال اعتراض در سال ۲۰۲۰

امر شخصی، سیاسی است یا شخصی سیاسی است (به انگلیسی: The personal is political) استدلالی سیاسی است که از اواخر دههٔ شصت میلادی به‌عنوان شعاری برای تجمعات دانشجویی و موج دوم فمینیسم استفاده می‌شود. این عبارت، رابطهٔ بین تجربهٔ شخصی و ساختارهای سیاسی و اجتماعی وسیع‌تر را برجسته می‌کند. در زمینهٔ جنبش فمینیستیِ دههٔ ۱۹۶۰ و ۱۹۷۰ برای ارزش‌های خانوادگی و خانواده هسته‌ای یک چالش بود. این شعار بارها و بارها به‌عنوان تعریف‌کنندهٔ مشخصات فمینیسم موج دوم، فمینیسم رادیکال و مطالعات زنان یا به‌طور کلی خود فمینیسم توصیف شده است.